# Mezőbodon
Mezőbodon (románul Papiu Ilarian, korábban Budiu de Câmpie, németül Boden) községközpont Romániában, Maros megyében.

## Fekvése
Marosvásárhelytől 28 km-re nyugatra fekszik, Bugusalja, Dobratanya, Sándortelep és Urszajatelep tartozik hozzá.

## Története
1332-ben Budun néven említik először, már ekkor egyházas hely volt. 1694. június 30-án itt tartották Bethlen Gergely lányának, Bethlen Katának II. Apafi Mihály erdélyi fejedelemmel fényes menyegzőjét, melyen Erdély nemeseinek színe-java részt vett. 1910-ben 1552, többségben magyar lakosa volt, jelentős román kisebbséggel. A trianoni békeszerződésig Torda-Aranyos vármegye Marosludasi járásához tartozott. 1992-ben 728 lakosából 368 magyar, 360 román volt.

## Jegyzetek

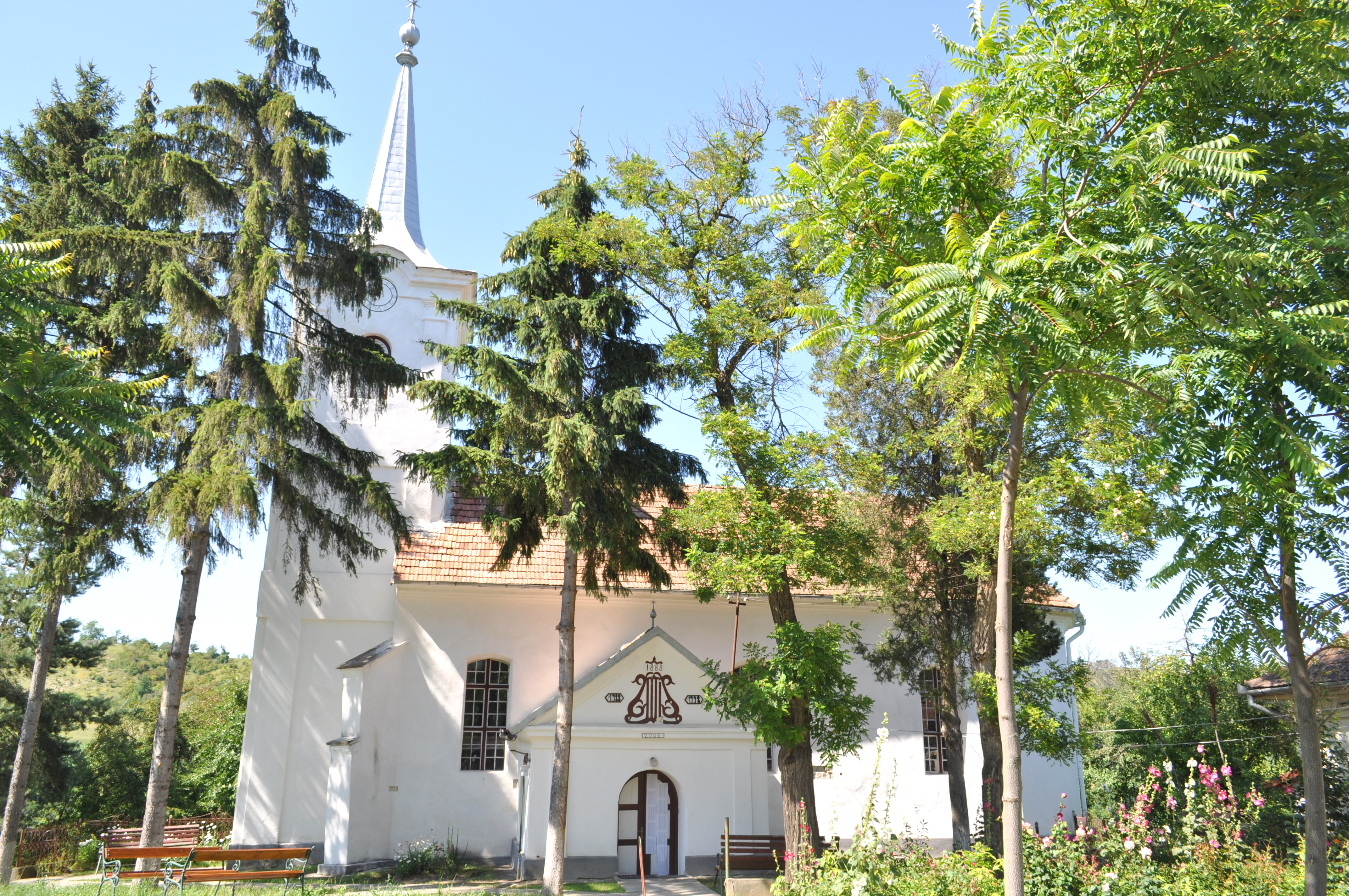
Református templom